# The Great Adventour - Live in Brno 2019
The Great Adventour - Live in Brno 2019 è il quarto album dal vivo del gruppo musicale statunitense The Neal Morse Band, pubblicato il 6 marzo 2020 dalla Inside Out Music.

## Descrizione
Prima pubblicazione del gruppo a seguito del proprio ritorno con l'etichetta tedesca, il disco contiene la registrazione del concerto svoltosi a Brno in occasione della tournée in supporto al terzo album in studio The Great Adventure. Secondo il bassista Randy George, la scelta di tale città è dovuta alla particolarità del locale, il Sono Centrum, che presentava un «aspetto e un'atmosfera diversi» rispetto agli altri concerti del tour.
Oltre a The Great Adventure, eseguito nella sua interezza, nel disco è presente anche un medley composto da brani che ripercorrono la carriera da solista di Neal Morse e due tratti dagli album The Grand Experiment e The Similitude of a Dream.

## Tracce
Testi di Neal Morse, musiche della The Neal Morse Band.
CD 1 – Act I
- Chapter 1

1. Overture – 13:03
2. The Dream Isn't Over – 2:39

- Chapter 2

1. Welcome to the World – 5:25
2. A Momentary Change – 3:45
3. Dark Melody – 3:21
4. I Got to Run – 6:17
5. To the River – 5:28

- Chapter 3

1. The Great Adventure – 6:20
2. Venture in Black – 5:26
3. Hey Ho Let's Go – 3:58
4. Beyond the Borders – 3:19

CD 2 – Act II
- Chapter 4

1. Overture Two – 3:45
2. Long Ago – 3:48
3. The Dream Continues – 1:29
4. Fighting with Destiny – 5:12
5. Vanity Fair – 4:39

- Chapter 5

1. Welcome to the World 2 – 4:01
2. The Element of Fear – 2:46
3. Child of Wonder – 2:41
4. The Great Despair – 6:21
5. Freedom Calling – 7:53
6. A Love That Never Dies – 8:22

- Encore

1. The Great Medley – 24:11

BD 1 – The Great Adventure - Recorded Live at the Sono Centrum - April 7, 2019
1. Overture – 12:49
2. The Dream Isn't Over – 2:50
3. Welcome to the World – 5:09
4. A Momentary Change – 4:01
5. Dark Melody – 3:21
6. I Got to Run – 6:17
7. To the River – 6:54
8. The Great Adventure – 6:21
9. Venture in Black – 5:26
10. Hey Ho Let's Go – 3:59
11. Beyond the Borders – 3:14
12. Overture 2 – 3:46
13. Long Ago – 3:37
14. The Dream Continues – 1:40
15. Fighting with Destiny – 5:21
16. Vanity Fair – 5:44
17. Welcome to the World 2 – 4:01
18. The Element of Fear – 2:47
19. Child of Wonder – 2:40
20. The Great Despair – 6:22
21. Freedom Calling – 6:52
22. A Love That Never Dies – 9:25
23. The Great Medley – 27:39

BD 2
- Tour Documentaries

1. The Great Adventour (USA Edition) – 50:59
2. The Great Adventour (Europe Edition) – 57:41

- Videos

1. I Got to Run – 4:10
2. The Great Adventure – 6:11
3. Welcome to the World – 3:13
4. The Great Despair – 4:17